# Melanocyphus
Melanocyphus är ett släkte av skalbaggar. Melanocyphus ingår i familjen vivlar.
Kladogram enligt Catalogue of Life:
| Melanocyphus | \| \| Melanocyphus bispinus \| \| \| \| \| \| Melanocyphus lugubris \| \| \| \| |
|              | \| \| Melanocyphus bispinus \| \| \| \| \| \| Melanocyphus lugubris \| \| \| \| |
|              | Melanocyphus bispinus                                                           |
|              |                                                                                 |
|              | Melanocyphus lugubris                                                           |
|              |                                                                                 |